# Second Round's on Me
Second Round's on Me é o segundo álbum de estúdio do rapper americano Obie Trice. O álbum foi lançado no dia 15 de Agosto de 2006 nos EUA e 28 de Julho na Holanda. Foi gravado pelas gravadoras Shady Records e Interscope Records.
| Críticas profissionais                                                      | Críticas profissionais |
| Avaliações da crítica                                                       | Avaliações da crítica  |
| Fonte                                                                       | Avaliação              |
| --------------------------------------------------------------------------- | ---------------------- |
| About.com                                                                   | [ 1 ]                  |
| All Music Guide                                                             | [ 2 ]                  |
| BallerStatus                                                                | [ 3 ]                  |
| HipHopDX.com                                                                | [ 4 ]                  |
| Rolling Stone                                                               | [ 5 ]                  |
| XXL Magazine                                                                | [ 6 ]                  |
| Esta tabela precisa de ser acompanhada por texto em prosa. Consulte o guia. |                        |

## Faixas
| #   | Faixas                 | Participações                  | Produtores            | Tempo |
| --- | ---------------------- | ------------------------------ | --------------------- | ----- |
| 01. | "Intro"                |                                |                       | 0:37  |
| 02. | "Wake Up"              |                                | Eminem                | 2:51  |
| 03. | "Violent"              |                                | Eminem                | 4:04  |
| 04. | "Wanna Know"           |                                | Emile                 | 4:03  |
| 05. | "Lay Down"             |                                | Eminem                | 2:54  |
| 06. | "Snitch"               | Akon                           | Akon                  | 4:01  |
| 07. | "Cry Now"              |                                | Witt & Pep            | 3:59  |
| 08. | "Ballad Of Obie Trice" |                                | Eminem                | 2:53  |
| 09. | "Jamaican Girl"        | Brick & Lace                   | Eminem                | 3:38  |
| 10. | "Kill Me a Mutha"      |                                | Eminem                | 3:21  |
| 11. | "Out Of State"         |                                | Swinga                | 2:30  |
| 12. | "All of My Life"       | Nate Dogg                      | Trell                 | 4:15  |
| 13. | "Ghetto"               | Trey Songz                     | Jonathan "J.R." Rotem | 4:20  |
| 14. | "There They Go"        | Big Herk, Eminem & Trick Trick | Eminem                | 3:49  |
| 15. | "Mama"                 | Trey Songz                     | Jonathan "J.R." Rotem | 4:09  |
| 16. | "24's"                 |                                | Jonathan "J.R." Rotem | 3:18  |
| 17. | "Everywhere I Go"      | 50 Cent                        | Eminem                | 3:41  |
| 18. | "Obie Story"           |                                | Jonathan "J.R." Rotem | 3:55  |